# Calopăr
Calopăr est une commune roumaine située dans le județ de Dolj.